# Lucas Mineiro
Lucas Mineiro da Silva Izidoro, mais conhecido como Lucas Mineiro (Belo Horizonte, 24 de fevereiro de 1996) é um futebolista brasileiro que atua como volante. Atualmente joga pelo Cuiabá.

## Carreira

### Vila Nova
Nascido em Belo Horizonte, Lucas Mineiro iniciou sua carreira na equipe base do Vila Nova onde chegou em 2014. Fez sua estreia no elenco profissional em 2015 no Campeonato Mineiro diante da equipe do América MG no empate por 0 a 0. Ainda atuou em outros 5 jogos na equipe mineira.

### Chapecoense
Chegou a Chapecoense em 2015 e integrou o elenco Sub-20 da equipe. Ganhou sua oportunidade apenas em 2016 e fez um bom jogo diante da equipe do Criciúma; acabou sendo campeão catarinense junto com sua equipe. Atuou ainda contra as equipes do Grêmio e da Ponte Preta pelo Brasileirão. Iniciou o ano de 2017 sendo campeão catarinense Sub-20, onde foi titular e capitão da equipe em sua primeira conquista do campeonato. Teve mais chances no time profissional, e logo de inicio se tornou titular absoluto na equipe. Participou do jogo diante do Barcelona, onde foi sua primeira experiência em solo europeu.

### Ponte Preta
Foi emprestado a equipe da Ponte até o fim do ano de 2018. Lá o volante precisou apenas de 2 jogos para marcar seu primeiro gol como profissional, onde fez seu tento diante da equipe da Ferroviária pelo Campeonato Paulista. Volante de origem, na equipe fez um papel de camisa 10 tendo mais liberdade para chegar ao gol, assim se tornando peça fundamental para equipe Alvinegra de Campinas. Marcou novamente contra o Criciúma pela série B.

### Vasco da Gama
Chegou ao Vasco por empréstimo e desconfiado por parte da torcida, mas logo caiu nas graças da mesma e se tornou titular após boas atuações. Marcou seu primeiro gol diante da equipe do Volta Redonda na goleada por 5 a 2. Ajudou a equipe a ir para a final da Taça Guanabara de 2019 marcando o primeiro gol da vitória por 3 a 0 diante do Resende, onde acabou sendo campeão da mesma competição. Marcou seu terceiro gol com a camisa do Vasco na Vitória por 2 a 0 contra o Serra, pela Copa do Brasil.
Após de forma surpreendente se destacar nos primeiros meses na disputa do Campeonato Carioca, sendo uma peça fundamental na equipe, fazendo com que o Cruzmaltino cogitasse pagar a multa de R$ 8 milhões para tê-lo em definitivo, Lucas Mineiro, porém, teve uma grande queda de rendimento no Campeonato Brasileiro, o que o fez perder espaço com o técnico Vanderlei Luxemburgo. Pouco aproveitado e alvo de críticas da torcida, o volante negociou a sua rescisão com o Vasco no dia 5 de setembro.

### Sporting Braga
No dia 24 de junho de 2021, o Sporting Braga comprou o jogador junto a Chapecoense por 1,5 milhões de euros. 

## Títulos
Chapecoense
- Campeonato Catarinense: 2016

Vasco da Gama
- Taça Guanabara: 2019

Cuiabá
- Campeonato Mato-Grossense: 2024

### Prêmios individuais
- Seleção do Campeonato Carioca: 2019[12]